# Jürgen Brandenstein

Jürgen Brandenstein (rechts)

Jürgen Brandenstein (* 19. Dezember 1956 in Heimboldshausen) ist ein deutscher Arzt und Generalarzt a. D. im Zentralen Sanitätsdienst der Bundeswehr. Auf seinem letzten Dienstposten war Brandenstein vom 10. Juli 2015 bis 23. Oktober 2017 Chefarzt des Bundeswehrzentralkrankenhaus Koblenz.

## Leben
Im Jahr 1979 trat Brandenstein in die Bundeswehr ein. Nach der Grundausbildung in Pfeddersheim und dem Unteroffizierslehrgang in Sonthofen wechselte er ab 1980 die Laufbahn der Sanitätsoffizieranwärter mit Studium der Medizin an der Johannes Gutenberg-Universität Mainz. Es folgte von 1983 bis 1986 ein Studium der Medizin an der Technischen Universität München, ab 1986 eine Verwendung als Assistenzarzt am Bundeswehrkrankenhaus München, danach war er Truppenarzt und Staffelchef in Giebelstadt, Fliegerarzt beim Jagdbombergeschwader 34 in Memmingen. 1999 übernahm er Aufgaben als S3-Sanitätsstabsoffizier beim Leitenden Sanitätsoffizier des Luftwaffenführungskommando in Köln, 2005 bis 2006 als Abteilungsleiter Gesundheitswesen, Sanitätskommando III (SanKdo III) in Weißenfels 2007 bis 2012 Chef des Stabes und Abteilungsleiter Gesundheitswesen im SanKdo III ebenda. Von 2012 bis 2013 führte er den Sanitätsdienst bei ISAF in Afghanistan.
Am 1. Oktober 2013 wurde Brandenstein der erste Leiter am neu aufgestellten Zentrum für Luft- und Raumfahrtmedizin der Luftwaffe (ZentrLuRMedLw) in Köln als Generalarzt der Luftwaffe und führte dies bis zum 6. Juli 2015.
Vom 10. Juli 2015 bis zum 23. Oktober 2017 war Brandenstein Chefarzt des Bundeswehrzentralkrankenhauses Koblenz. Diesen Dienstposten übergab er an Generalarzt Norbert Weller und wurde in den Ruhestand versetzt.
Brandenstein ist verheiratet, evangelisch und hat drei Söhne.